# Wspólna Reprezentacja Niemiec na Zimowych Igrzyskach Olimpijskich 1956
Niemcy na Zimowych Igrzyskach Olimpijskich 1956 reprezentowało 63 zawodników: 52 mężczyzn i jedenaście kobiet. Był to piąty start reprezentacji Niemiec na zimowych igrzyskach olimpijskich.

## Zdobyte medale
| Medal | Zawodnik      | Dyscyplina            | Konkurencja          | Rezultat   |
| ----- | ------------- | --------------------- | -------------------- | ---------- |
| Złoto | Rosa Reichert | Narciarstwo alpejskie | slalom gigant kobiet | 1:56,5 min |
| Brąz  | Harry Glaß    | Skoki narciarskie     | indywidualnie        | 224,5 pkt  |

## Skład kadry

### Biegi narciarskie
Mężczyźni
| Zawodnik                                            | Konkurencja        | czas      | Pozycja |
| --------------------------------------------------- | ------------------ | --------- | ------- |
| Kuno Werner                                         | Bieg na 15 km      | 54:18,0   | 27.     |
| Siegfried Weiß                                      | Bieg na 15 km      | 54:29,0   | 29.     |
| Rudi Kopp                                           | Bieg na 15 km      | 54:31,0   | 31.     |
| Helmut Hagg                                         | Bieg na 15 km      | 56:50,0   | 46.     |
| Hermann Möchel                                      | Bieg na 30 km      | 1:56:34,0 | 30.     |
| Erich Lindenlaub                                    | Bieg na 30 km      | 1:58:30,0 | 33.     |
| Werner Moring                                       | Bieg na 30 km      | 2:00:55,0 | 40.     |
| Werner Moring                                       | Bieg na 50 km      | 3:20:32,0 | 20.     |
| Kuno Werner Siegfried Weiß Rudi Kopp Hermann Möchel | Sztafeta 4 × 10 km | 2:26:37,0 | 10.     |

Kobiety
| Zawodnik                                                           | Konkurencja       | czas      | Pozycja |
| ------------------------------------------------------------------ | ----------------- | --------- | ------- |
| Sonnhilde Hausschild-Kallus                                        | Bieg na 10 km     | 42:22,0   | 20.     |
| Else Amann                                                         | Bieg na 10 km     | 42:22,0   | 20.     |
| Elfriede Spiegelhauer-Uhlig                                        | Bieg na 10 km     | 43:15,0   | 26.     |
| Rita Czech-Blasl                                                   | Bieg na 10 km     | 43:51,0   | 29.     |
| Elfriede Spiegelhauer-Uhlig Else Amann Sonnhilde Hausschild-Kallus | Sztafeta 3 × 5 km | 1:15:33,0 | 7.      |

### Bobsleje
Mężczyźni
| Osada | Zawodnik                                                       | Konkurencja | Ślizg 1 | Ślizg 2 | Ślizg 3 | Ślizg 4 | Łącznie | Pozycja |
| ----- | -------------------------------------------------------------- | ----------- | ------- | ------- | ------- | ------- | ------- | ------- |
| GER-2 | Andreas Ostler Hans Hohenester                                 | Dwójki      | 1:24,63 | 1:24,89 | 1:25,07 | 1:25,54 | 5:40,13 | 8.      |
| GER-1 | Hans Rösch Lorenz Nieberl                                      | Dwójki      | 1:26,92 | 1:24,08 | 1:52,21 | 1:25,13 | 5:41,34 | 9.      |
| GER-1 | Hans Rösch Michael Pössinger Lorenz Nieberl Sylvester Wackerle | Czwórki     | 1:18,61 | 1:19,04 | 1:19,43 | 1:20,94 | 5:18,02 | 6.      |
| GER-2 | Franz Schelle Jakob Nirschel Hans Henn Edmund Koller           | Czwórki     | 1:19,03 | 1:18,84 | 1:19,31 | 1:21,32 | 5:18,50 | 8.      |

### Hokej na lodzie
Reprezentacja mężczyzn
| - Ulli Jansen - Alfred Hoffmann - Toni Biersack - Bruno Guttowski - Martin Beck - Paul Ambros - Karl Bierschel - Kurt Sepp - Markus Egen |  | - Ernst Trautwein - Rudolf Pittrich - Hans Huber - Arthur Endress - Reiner Kossmann - Hans Rampf - Martin Zach - Günther Jochems |

Reprezentacja Niemiec brała udział w rozgrywkach grupy A turnieju olimpijskiego zajmując w niej 2. miejsce i awansując do grupy finałowej, w której zajęła 6. miejsce.

#### Rozgrywki grupowe
Grupa A
| Drużyna | M | Mecze | Mecze | Mecze | Bramki | Bramki | Bramki | Pkt |
| Drużyna | M | W     | R     | P     | +      | -      | +/-    | Pkt |
| ------- | - | ----- | ----- | ----- | ------ | ------ | ------ | --- |
| Kanada  | 3 | 3     | 0     | 0     | 30     | 1      | +29    | 6   |
| Niemcy  | 3 | 1     | 1     | 1     | 9      | 6      | +3     | 3   |
| Włochy  | 3 | 0     | 2     | 1     | 5      | 7      | -2     | 2   |
| Austria | 3 | 0     | 1     | 2     | 2      | 32     | -30    | 1   |

Wyniki
| 26 stycznia 1956 | Kanada | 4:0 | Niemcy | Olympic Ice Stadium |

| Godzina: 21:30 |  |  |  | Sędzia główny: Dwars Sędziowie liniowi: Ahlin |

| 27 stycznia 1956 | Niemcy | 2:2 | Włochy | Olympic Ice Stadium |

| Godzina: 19:00 |  |  |  | Sędzia główny: Starowoitow Sędziowie liniowi: Kanunnik |

| 29 stycznia 1956 | Niemcy | 7:0 | Austria | Olympic Ice Stadium |

| Godzina: 16:00 |  |  |  | Sędzia główny: Ahlin Sędziowie liniowi: Axberg |

### Tabela końcowa

#### Grupa finałowa
| Drużyna           | M | Mecze | Mecze | Mecze | Bramki | Bramki | Bramki | Pkt | Uwagi |
| Drużyna           | M | W     | R     | P     | +      | -      | +/-    | Pkt | Uwagi |
| ----------------- | - | ----- | ----- | ----- | ------ | ------ | ------ | --- | ----- |
| ZSRR              | 5 | 5     | 0     | 0     | 25     | 5      | +20    | 10  |       |
| Stany Zjednoczone | 5 | 4     | 0     | 1     | 26     | 12     | +14    | 8   |       |
| Kanada            | 5 | 3     | 0     | 2     | 23     | 11     | +12    | 6   |       |
| Szwecja           | 5 | 2     | 1     | 3     | 10     | 17     | -7     | 3   |       |
| Czechosłowacja    | 5 | 1     | 0     | 4     | 20     | 30     | -10    | 2   |       |
| Niemcy            | 5 | 0     | 1     | 4     | 6      | 35     | -29    | 1   |       |

Wyniki
| 30 stycznia 1956 | Stany Zjednoczone | 7:2 | Niemcy | Olympic Ice Stadium |

| Godzina: 15:00 |  |  |  | Sędzia główny: Dwars Sędziowie liniowi: Bernhard |

| 31 stycznia 1956 | ZSRR | 8:0 | Niemcy | Olympic Ice Stadium |

| Godzina: 19:00 |  |  |  | Sędzia główny: Ahlin Sędziowie liniowi: Axberg |

| 2 lutego 1956 | Kanada | 10:0 | Niemcy | Olympic Ice Stadium |

| Godzina: 10:00 |  |  |  | Sędzia główny: Dwars Sędziowie liniowi: Galetti |

| 3 lutego 1956 | Czechosłowacja | 9:3 | Niemcy | Olympic Ice Stadium |

| Godzina: 19:00 |  |  |  | Sędzia główny: Lecompte Sędziowie liniowi: Galetti |

| 4 lutego 1956 | Szwecja | 1:1 | Niemcy | Olympic Ice Stadium |

| Godzina: 15:00 |  |  |  | Sędzia główny: Starowojtow Sędziowie liniowi: Kanunnik |

### Kombinacja norweska
Mężczyźni
| Zawodnik          | Konkurencja   | Bieg narciarski | Bieg narciarski | Bieg narciarski | Skoki narciarskie | Skoki narciarskie | Skoki narciarskie | Skoki narciarskie | Skoki narciarskie | Skoki narciarskie | Skoki narciarskie | Skoki narciarskie | Łącznie | Pozycja |
| Zawodnik          | Konkurencja   | Czas biegu      | Pozycja         | Punkty          | Skok 1            | Nota              | Skok 2            | Nota              | Skok 3            | Nota              | Punkty            | Pozycja           | Łącznie | Pozycja |
| ----------------- | ------------- | --------------- | --------------- | --------------- | ----------------- | ----------------- | ----------------- | ----------------- | ----------------- | ----------------- | ----------------- | ----------------- | ------- | ------- |
| Helmut Böck       | Indywidualnie | 59:13,0         | 11.             | 228,7           | 66,0              | 97,0              | 66,5              | 93,0              | 65,5              | 91,5              | 190,0             | 24.               | 418,7   | 19.     |
| Heinz Hauser      | Indywidualnie | 1:00:43,0       | 17.             | 222,9           | 64,5              | 93,0              | 71,0              | 101,0             | 67,5              | 94,0              | 195,0             | 20.               | 417,9   | 21.     |
| Gerhard Glaß      | Indywidualnie | 1:04:17,0       | 30.             | 209,1           | 72,0              | 103,0             | 72,5              | 100,5             | 72,5              | 77,0              | 203,5             | 9.                | 412,6   | 24.     |
| Herbert Leonhardt | Indywidualnie | 1:01:34,0       | 23.             | 219,6           | 56,0              | 79,5              | 62,0              | 89,0              | 62,0              | 88,0              | 177,0             | 32.0              | 396,6   | 28.     |

### Łyżwiarstwo figurowe
| Zawodnik                   | Konkurencja   | Nota   | Pozycja |
| -------------------------- | ------------- | ------ | ------- |
| Rose Pettinger             | Solistki      | 152,04 | 10.     |
| Tilo Gutzeit               | Soliści       | 141,08 | 10.     |
| Marika Kilius Franz Ningel | Pary sportowe | 10,98  | 4.      |

### Łyżwiarstwo szybkie
Mężczyźni
| Zawodnik       | Konkurencja   | Konkurencja   | Konkurencja    | Konkurencja    | Konkurencja    | Konkurencja    | Konkurencja      | Konkurencja      |
| Zawodnik       | Bieg na 500 m | Bieg na 500 m | Bieg na 1500 m | Bieg na 1500 m | Bieg na 5000 m | Bieg na 5000 m | Bieg na 10 000 m | Bieg na 10 000 m |
| Zawodnik       | Czas          | Miejsce       | Czas           | Miejsce        | Czas           | Miejsce        | Czas             | Miejsce          |
| -------------- | ------------- | ------------- | -------------- | -------------- | -------------- | -------------- | ---------------- | ---------------- |
| Helmut Kuhnert | 44,0          | 34.           |                |                | 8:04,3         | 9.             | 17:04,6          | 10.              |
| Hans Keller    |               |               | 2:18,1         | 35.            | 8:24,5         | 30.            | 17:27,7          | 21.              |

### Narciarstwo alpejskie
Mężczyźni
| Zawodnik            | Konkurencja | Konkurencja | Konkurencja   | Konkurencja   | Konkurencja         | Konkurencja         | Konkurencja              | Konkurencja              |
| Zawodnik            | Zjazd       | Zjazd       | Slalom gigant | Slalom gigant | Slalom specjalny    | Slalom specjalny    | Slalom specjalny         | Slalom specjalny         |
| Zawodnik            | Czas        | Pozycja     | Czas          | Pozycje       | Czas 1-go przejazdu | Czas 2-go przejazdu | Czas łączny              | Pozycje                  |
| ------------------- | ----------- | ----------- | ------------- | ------------- | ------------------- | ------------------- | ------------------------ | ------------------------ |
| Hans Peter Lanig    | 2:59,8      | 5.          | 3:08,6        | 7.            |                     |                     |                          |                          |
| Sepp Behr           | 3:07,7      | 12.         | 3:11,4        | 8.            | 1:33,3              | Dyskwalifikacja     | Nie ukończył konkurencji | Nie ukończył konkurencji |
| Karl Zillibiller    | 3:21,6      | 19.         |               |               | 1:36,6              | 2:18,6              | 4:00,2                   | 25.                      |
| Josef Schwaiger     | 3:22,2      | 20.         | 3:23,5        | 26.           |                     |                     |                          |                          |
| Benedikt Obermüller |             |             | 3:42,9        | 48.           | 1:32,3              | 1:55,2              | 3:27,5                   | 9.                       |
| Rochus Wagner       |             |             |               |               | 1:48,7              | 2:23,7              | 4:17,4                   | 34.                      |

Kobiety
| Zawodniczka             | Konkurencja               | Konkurencja               | Konkurencja   | Konkurencja   | Konkurencja         | Konkurencja               | Konkurencja               | Konkurencja               |
| Zawodniczka             | Zjazd                     | Zjazd                     | Slalom gigant | Slalom gigant | Slalom specjalny    | Slalom specjalny          | Slalom specjalny          | Slalom specjalny          |
| Zawodniczka             | Czas                      | Pozycja                   | Czas          | Pozycja       | Czas 1-go przejazdu | Czas 2-go przejazdu       | Czas łączny               | Pozycja                   |
| ----------------------- | ------------------------- | ------------------------- | ------------- | ------------- | ------------------- | ------------------------- | ------------------------- | ------------------------- |
| Rosa Reichert           | 1:52,3                    | 20.                       | 1:56,5        | złoto         | 1:07,8              | Dyskwalifikacja           | Nie ukończyła konkurencji | Nie ukończyła konkurencji |
| Hannelore Glaser-Franke | 1:54,7                    | 29.                       | 2:02,7        | 19.           | 1:01,8              | 1:02,9                    | 2:04,7                    | 14.                       |
| Sonja Sperl             | 1:57,8                    | 32.                       |               |               |                     |                           |                           |                           |
| Mirl Buchner            | Nie ukończyła konkurencji | Nie ukończyła konkurencji | 2:05,0        | 27.           | 1:01,7              | 1:11,8                    | 2:18,5                    | 21.                       |
| Marianne Seltsam        |                           |                           | 2:01,4        | 12.           | Dyskwalifikacja     | Nie ukończyła konkurencji | Nie ukończyła konkurencji | Nie ukończyła konkurencji |

### Skoki narciarskie
Mężczyźni
| Skoczek       | Skok 1    | Skok 1 | Skok 2    | Skok 2 | Nota  | Pozycja |
| Skoczek       | odległość | Nota   | odległość | Nota   | Nota  | Pozycja |
| ------------- | --------- | ------ | --------- | ------ | ----- | ------- |
| Harry Glaß    | 83,5      | 115,0  | 80,5      | 109,5  | 224,5 | brąz    |
| Max Bolkart   | 80,0      | 111,5  | 81,5      | 110,5  | 222,5 | 4.      |
| Werner Lesser | 77,5      | 105,0  | 77,5      | 105,0  | 210,0 | 8.      |
| Sepp Kleisl   | 73,0      | 95,0   | 71,0      | 94,0   | 189,0 | 26.     |